# Torralba de Ribota
Torralba de Ribota község Spanyolországban,  Zaragoza tartományban. Torralba de Ribota Sestrica, Calatayud, Cervera de la Cañada és Aniñón községekkel határos. Lakosainak száma 169 fő (2024).

## Népesség
A település népessége az utóbbi években az alábbiak szerint változott:
| Lakosok száma | 211  | 189  | 187  | 200  | 205  | 189  | 181  | 174  | 168  | 169  |
|               | 2001 | 2004 | 2007 | 2009 | 2012 | 2014 | 2017 | 2019 | 2022 | 2024 |